# Abstrakt (begreb)
 For alternative betydninger, se Abstrakt. (Se også artikler, som begynder med Abstrakt)
Abstrakt er det, der ser bort fra det umiddelbart givne og individuelle til fordel for det afledte og mere almene. Den generelle begrebsverden er derfor abstrakt fordi man tager udgangspunkt i flere individers sammenfattede mening i stedet for hvad der konkret er meningen hos et individ. Abstrakt bliver tit forklaret ved hjælp af antonymet konkret.
| filosofi | Spire Denne filosofiartikel er en spire som bør udbygges. Du er velkommen til at hjælpe Wikipedia ved at udvide den. |